# I'll Get You
I'll Get You is een nummer van The Beatles en geschreven door John Lennon en Paul McCartney. Tekstueel is het nummer iets meer Lennon dan McCartney, maar de meningen daarover verschillen. Het lied had als oorspronkelijke titel Get You in the End.

## Uitgaven
Het verscheen voor het eerst als B-kant van de single She Loves You op 23 augustus 1963. 
Het verscheen in Duitsland en de Verenigde Staten ook als B-kant van de single Sie liebt dich en later in de Verenigde Staten ook op het album The Beatles' Second Album. Het is in Nederland lange tijd een lastig te verkrijgen Beatlesnummer geweest. Pas in 1978 verscheen het op de elpee Rarities (The Beatles) en in 1988 op de cd Past Masters, Volume One.

## Mastertapes gewist
Net als Love Me Do, She Loves You en P.S. I Love You zijn de tweesporenmastertapes gewist, wat toen een standaardprocedure was bij EMI.
Het nummer is daarom uitsluitend in mono te verkrijgen.

## Bezetting
- John Lennon: zang, semiakoestische gitaar, mondharmonica
- Paul McCartney: zang, basgitaar
- George Harrison: achtergrondzang, elektrische gitaar
- Ringo Starr: drums